# Bodenschneidhaus
Das Bodenschneidhaus ist eine Schutzhütte der Sektion Bodenschneid (Sitz in München) des Deutschen Alpenvereins. Es liegt auf 1353 m ü. NHN auf der Rettenböckalm in den Schlierseer Bergen im Mangfallgebirge, einem Teil der Bayerischen Voralpen zwischen Tegernsee und Schliersee unter dem Gipfel der Bodenschneid in einer ruhigen Almgegend.

## Geschichte
1906 Kauf einer kleinen Alm durch die Sektion Alpenclub München des DuOeAV, 1916 wurde dann ein neues Haupthaus fertiggestellt. Durch den Eintritt der Sektion Würmgau in den DAV, wurde die Sektion in Sektion Bodenschneid (Sitz in München) des DAV umbenannt. In den Jahren 1960 und 1965 wurde dann das Haupthaus aufgestockt. Das Bodenschneidhaus wurde nach eigenen Angaben nach dem Umbau 2011 mit dem Umweltgütesiegel für Alpenvereinshütten ausgezeichnet.

## Zugänge
- vom Spitzingsattel (1128 m) über die Obere Firstalm, Gehzeit: 1½ Stunden
- von Fischhausen-Neuhaus (790 m) durch das Dürnbachtal, Gehzeit: 1½ Stunden
- im Winter ab Parkplatz im Breitenbachtal (Schliersee/Breitenbach), Gehzeit: 2 Stunden

## Tourenmöglichkeiten

### Übergänge zu Nachbarhütten
- Albert-Link-Hütte über Bodenschneid und Obere Firstalm, Gehzeit: 2½ Stunden

### Gipfelbesteigungen
- Bodenschneid (1668 m), Gehzeit: 1 Stunde
- Brecherspitz (1684 m), Gehzeit: 1½ Stunden
- Stümpfling (1506 m), Gehzeit: 1½ Stunden

### Wanderungen
- über Freudenreichsattel, Brecherspitze nach Fischhausen-Neuhaus, Gehzeit: 3 Stunden
- über Wasserspitze, Peißenberg, Bodenschneid, Freudenreichsattel, Brecherspitze nach Fischhausen, Gehzeit: 5–6 Stunden

## Karten
- Alpenvereinskarte BY15 Mangfallgebirge Mitte (1:25.000)